# Valongo
Valongo és un municipi portuguès, situat al districte de Porto, a la regió del Nord i a la subregió de Gran Porto. L'any 2006 tenia 94.344 habitants. Es divideix en 5 freguesies. Limita al nord amb Santo Tirso, al nord-est amb Paços de Ferreira, a l'est amb Paredes, al sud-oest amb Gondomar i a l'oest amb Maia.

## Població
| Població del concelho de Valongo (1849 – 2004) | Població del concelho de Valongo (1849 – 2004) | Població del concelho de Valongo (1849 – 2004) | Població del concelho de Valongo (1849 – 2004) | Població del concelho de Valongo (1849 – 2004) | Població del concelho de Valongo (1849 – 2004) | Població del concelho de Valongo (1849 – 2004) | Població del concelho de Valongo (1849 – 2004) |
| ---------------------------------------------- | ---------------------------------------------- | ---------------------------------------------- | ---------------------------------------------- | ---------------------------------------------- | ---------------------------------------------- | ---------------------------------------------- | ---------------------------------------------- |
| 1849                                           | 1900                                           | 1930                                           | 1960                                           | 1981                                           | 1991                                           | 2001                                           | 2004                                           |
| 8109                                           | 11853                                          | 17239                                          | 33300                                          | 64234                                          | 74172                                          | 86005                                          | 91274                                          |

## Freguesies
- Alfena
- Campo
- Ermesinde
- Sobrado
- Valongo